# Замок Кокура
Замок Кокура (яп. 小倉城,Kokura-jō, англ. Kokura Castle, Замок Малая Сокровищница) — достопримечательность города Китакюсю в префектуре Фукуока.
Построен Хосокава Тадаоки в 1602 году. Между 1632 и 1860 годами принадлежал клану Огасавара из Харимы. Замок был сожжён дотла в 1866 году, в ходе войны между кланами Кокура и Тёсю.
Поэт Мори Огай служил в замке на рубеже XIX—XX веков, когда в Кокура размещалась военная база.
Цитадель была реконструирована в 1959 году, а сам замок полностью восстановлен в 1990. Музей Мацумото Сэйтё и сад около замка были открыты в 1998 году. На территории замка находится старинный японский маяк из Сирасу. Замок находится в 10 минутах ходьбы от станции Кокура.
Цитадель не является точной исторической реконструкцией. В 1959 году решено было отстроить башню в новом облике, отличном от средневекового.

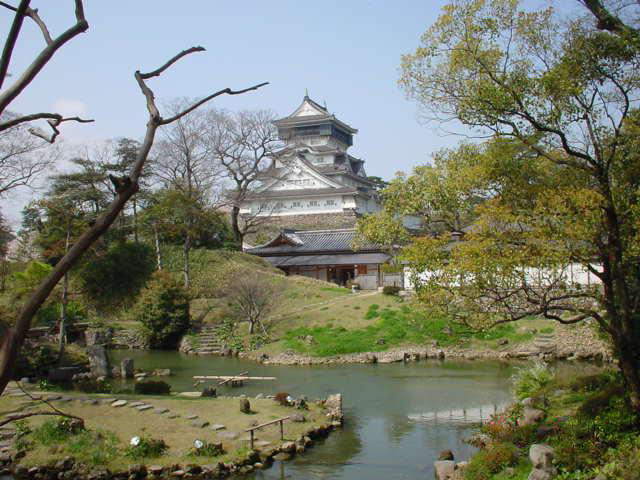
Вид на замок Кокура из близлежащего Японского сада
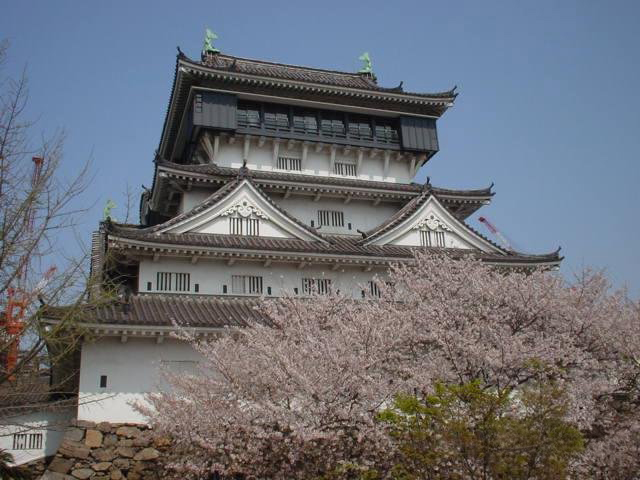
Цитадель замка, во время цветения сакуры
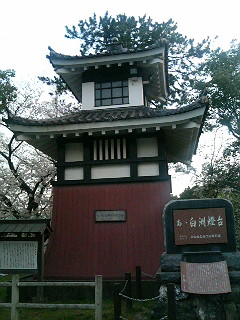
Старинный маяк из Сирасу
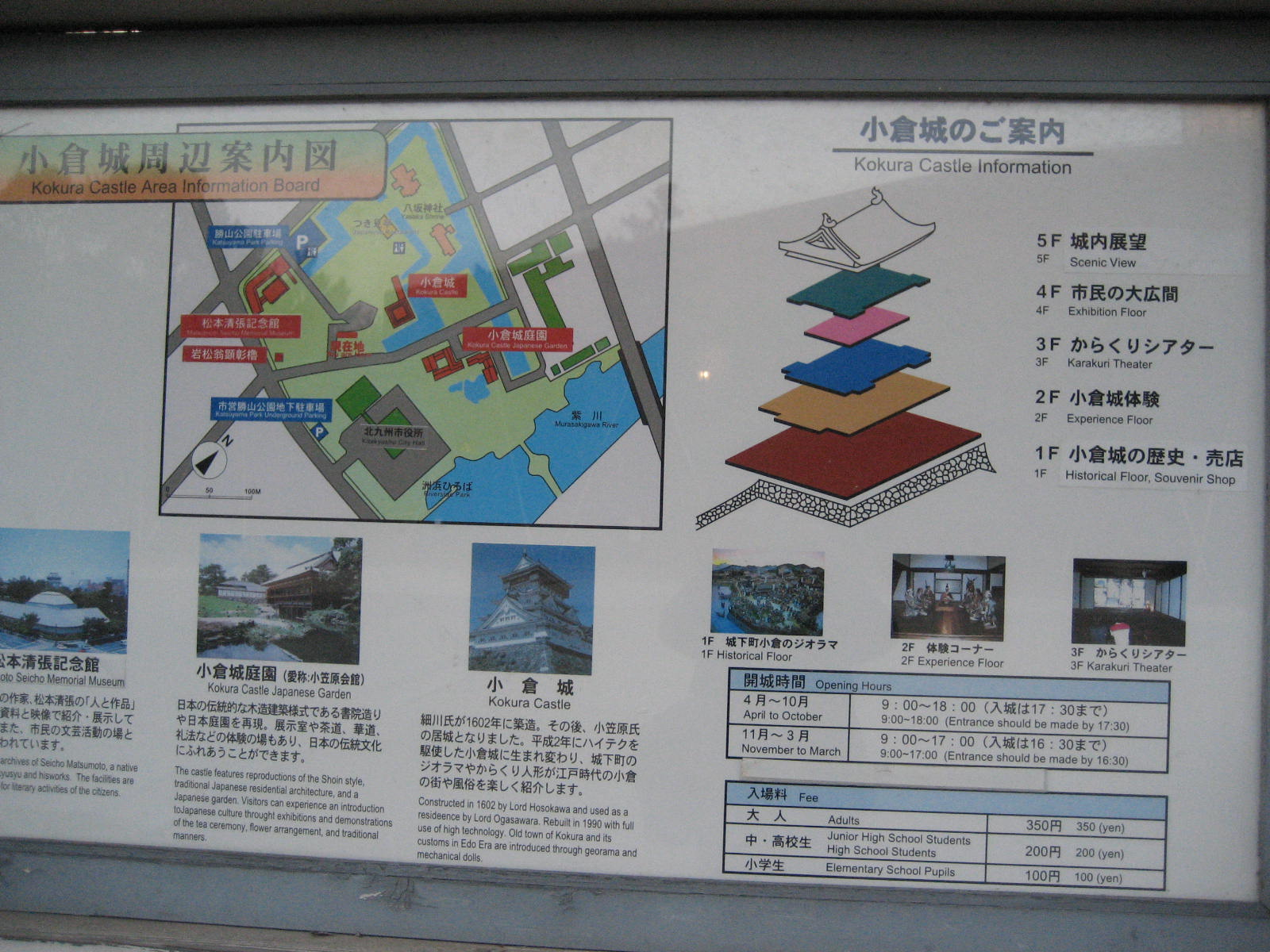
План этажей замка